# La bamba (pel·lícula)
La bamba (títol original en anglès La Bamba) és un biopic estatunidenc de 1987 dirigit per Luis Valdez, doblada al català, que narra la meteòrica carrera de Ritchie Valens, un mexicano-estatunidenc de 17 anys que va passar de treballar al camp a convertir-se en una estrella del rock and roll. L'any 1988 va estar nominada al Globus d'Or a la millor pel·lícula dramàtica.

## Argument
Ricardo Esteban Valenzuela (Lou Diamond Phillips) és un noi de 17 anys que viu amb la seva mare (Rosanna DeSoto) i el seu germà (Esai Morales), i que sempre va amb la seva guitarra arreu. Està enamorat de Donna Ludwig (Danielle von Zerneck), una companya de l'institut, i li escriu una cançó: "Donna"; però el pare d'aquesta (Sam Anderson) no veu amb bons ulls la relació dels joves, ja que no vol que ella surti amb un hispà. Ricardo interpreta la seva música allà on la gent el senti cantar: al jardí, al garatge o als bars, fins que un dia Bob Keane (Joe Pantoliano), un productor musical, li proposa gravar una cançó al seu estudi. Abans de dur-la a la ràdio, però, haurà de canviar-se el nom; sota el nom artístic de Ritchie Valens arriba a ser una estrella del rock and roll.

## Repartiment
- Lou Diamond Phillips: Ritchie Valens
- Esai Morales: Roberto "Bob" Morales, el germanastre de Ritchie
- Rosanna DeSoto: Connie Valenzuela, mare de Ritchie
- Danielle von Zerneck: Donna Ludwig, parella de Ritchie
- Elizabeth Peña: Rosie Morales
- Joe Pantoliano: Bob Keane, productor de Del-Fi Records
- Rick Dees: Ted Quillin
- Marshall Crenshaw: Buddy Holly
- Howard Huntsberry: Jackie Wilson
- Brian Setzer: Eddie Cochran
- Sam Anderson: Sr. Ludwig, pare de Donna
- Stephen Lee: The Big Bopper

## Banda sonora

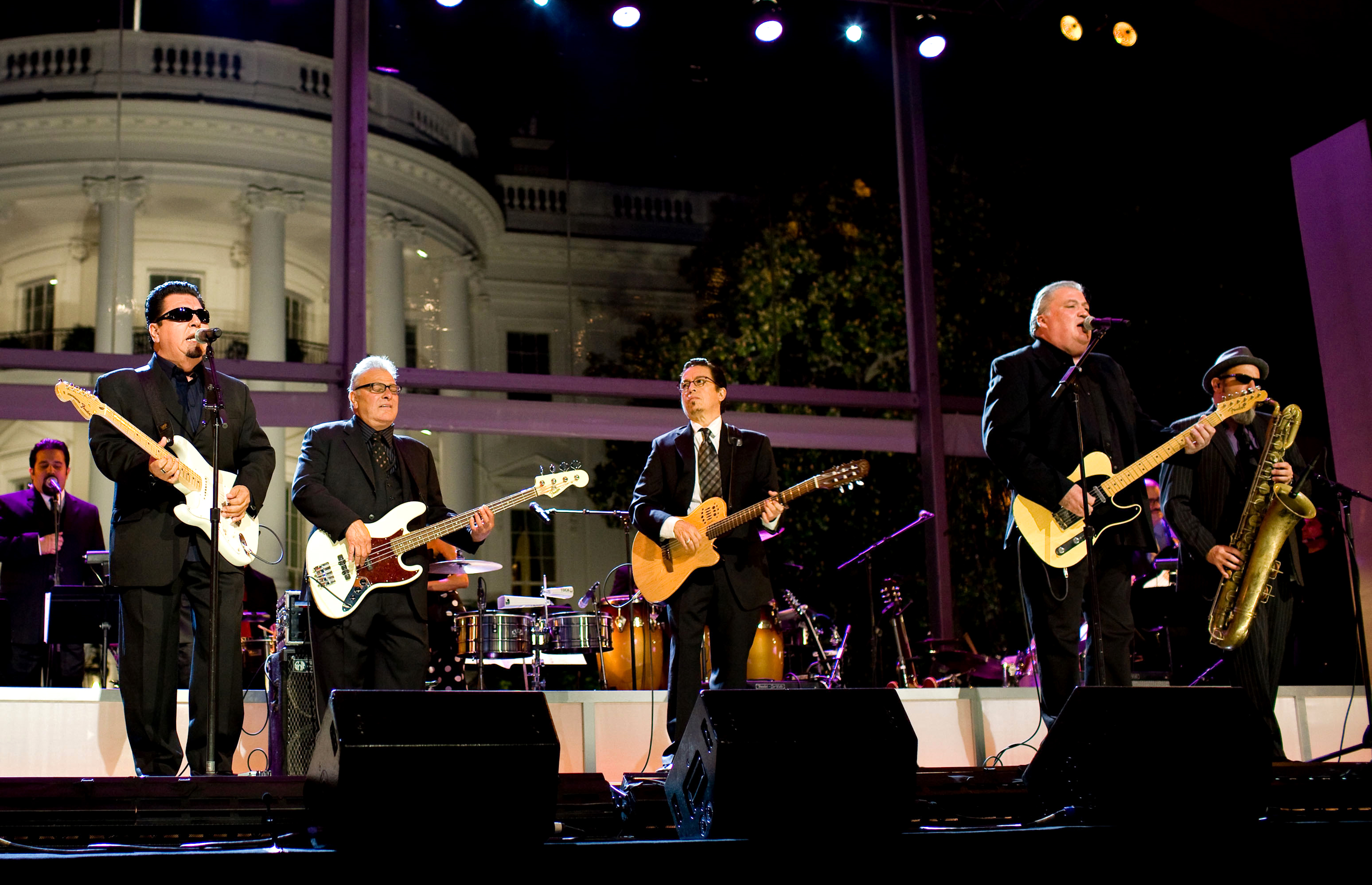
Los Lobos en una actuació de 2009.

La música, a càrrec de Miles Goodman i Carlos Santana, té un paper molt important a la pel·lícula; la banda sonora ofereix, per tant, els temes del mateix Ritchie Valens, interpretats pel grup chicano Los Lobos, i alguns d'altres contemporanis seus:
1. "La Bamba" - Los Lobos
2. "Come On, Let's Go!" - Los Lobos
3. "Ooh My Head" - Los Lobos
4. "We Belong Together" - Los Lobos
5. "Framed" - Los Lobos
6. "Donna" - Los Lobos
7. "Lonely Teardrops" - Howard Huntsberry
8. "Crying Waiting Hoping" - Marshall Crenshaw
9. "Summertime Blues" - Brian Setzer
10. "Who Do You Love" - Bo Diddley
11. "Charlena" - Los Lobos
12. "Goodnight My Love" - Los Lobos